# Vaitonis
Vaitonis ist ein litauischer männlicher Familienname.

## Weibliche Formen
- Vaitonytė (ledig)
- Vaitonienė (verheiratet)

## Personen
- Povilas Vaitonis (1911–1983), litauisch-kanadischer Schachspieler
- Vytautas Zigmas Vaitonis (1942–2020),  litauischer Schachspieler